# Кита-Аясэ (станция)
Станция Кита-Аясэ (яп. 北綾瀬駅 кита аясэ эки) — железнодорожная станция на линии Тиёда, расположенная в специальном районе Адати, Токио. Станция обозначена номером C-20. Была открыта 20-го декабря 1979 года и является конечной станцией ветки Кита-Аясэ линии Тиёда. На станции установлены автоматические платформенные ворота.

## Планировка станции
Одна платформа бокового типа и один путь.
| 1 | ○Линия Тиёда (Ветка Кита-Аясэ) | for Аясэ |

## Близлежащие станции
| «    |  | Линия                         |  | »                |
| ---- |  | ----------------------------- |  | ---------------- |
| Аясэ |  | Линия Тиёда (Ветка Кита-Аясэ) |  | Конечная станция |